# María de Lorena (1674-1724)
María de Lorena  (París, 12 de agosto de 1674 - Mónaco, 30 de octubre de 1724) fue una aristócrata de la Casa de Lorena por nacimiento, y princesa de Mónaco por su matrimonio con Antonio I de Mónaco. Ella era la madre de Luisa Hipólita de Mónaco, la única princesa soberana de Mónaco.

## Biografía
María fue la novena de los catorce hijos de Luis de Lorena, conde de Armagnac, y de Catalina de Neufville. Su padre, Gran Escudero de Francia, era un miembro de la Casa de Guisa, rama menor de la Casa de Lorena e hijo de Enrique de Lorena, conde de Harcourt. María tenía el rango de princesa extranjera en la corte francesa y fue estilada como Su Alteza Mademoiselle d'Armagnac. Se crio con su hermana Carlota, y fue amiga íntima de la duquesa de Borbón. Su madre era hija de Nicolás de Neufville, un mariscal de Francia y el gobernador de un joven Luis XIV. Su tío era Felipe de Lorena, llamado El caballero de Lorena, amante masculino más famoso de Felipe I de Francia.

## Matrimonio y descendencia
María se prometió al Duque de Valentinois. La pareja firmó su contrato de matrimonio el 8 de junio de 1688. En un acto público en la Capilla Real de Versalles, María se casó con Antonio Grimaldi, duque de Valentinois el 13 de junio de 1688. La ceremonia se llevó a cabo por Pierre du Cambout de Coislin. Como parte del contrato de matrimonio, Luis XIV otorgó a la Casa de Grimaldi el rango de príncipes extranjeros en la corte. Su marido era el hijo y heredero de Luis I de Mónaco, Príncipe de Mónaco y Catalina Carlota de Gramont, una antigua amante de Luis XIV que había arreglado el matrimonio entre María y Antonio. María fue estilada como Su Alteza Serenísima la Duquesa de Valentinois hasta la adhesión de su marido en 1701. La pareja tuviera seis hijas, tres de las cuales sobrevivieron la infancia.
Se casó a la edad de trece años, por ello la vivaz y joven María prefería vivir lujosamente, y fue acusada con frecuencia de haber sido infiel a su marido, que era unos 13 años mayor que ella. Saint-Simon le describe en sus Memorias: "la duquesa de Valentinois era una jovencita encantadora ... mimada por la afición de sus padres por ella y por las atenciones de los cortesanos que frecuentaban la casa Lorena ... [Las bellas hijas], que eran su adorno principal, atrajeron a los hombres jóvenes más brillantes. Su marido, muy sensatamente, se dio cuenta de que no tenía "la sartén por el mango", y Madame de La Fayette la describió como "la más coqueta de todas las damas del reino". 
María fue enviada a Mónaco por su consorte durante su servicio militar en 1692, donde fue acompañada por su esposo poco después. Hubo un gran escándalo cuando afirmó que su suegro, el anciano Príncipe de Mónaco Luis le había hecho insinuaciones sexuales a ella, aunque posiblemente lo hizo como una forma de recibir el permiso para regresar a París, cosa que hizo en 1693 y permaneció allí por los siguientes cuatro años. La pareja regresó a Mónaco en 1697.
Tan pronto como quedó claro que María no iba a dar a luz a un hijo varón, su marido comenzó a ser infiel a su esposa. Antonio fue padre de numerosos hijos ilegítimos durante su matrimonio.
El matrimonio tuvo seis hijas, de las cuales solo tres sobrevivieron a la infancia:
- Catalina Carlota (1691 - 1696), Señora de Mónaco.
- Luisa Hipólita (1697 - 1731).
- Isabel Carlota (1698 - 1702), Señora de Valentinois.
- Margarita Camila (1700 - 1758), Señora de Carladès; casada el 16 de abril de 1720 con Luis de Gand-Vilain, Príncipe d'Isenghien.
- María Devota (1702 - 1703), Señora de Baux.
- María Paulina (1708 - 1726), Señora de Chabreuil. Falleció soltera.

## Princesa de Mónaco
A la muerte de su suegro, su marido le sucedió en el principado de Mónaco en 1701. María fue creada por lo tanto, Su Alteza Serenísima la Princesa de Mónaco. Ella vivió en Mónaco con su consorte hasta 1712, y su relación fue descrita como infeliz, pero pacífica, y en realidad, vivían aparte; Antoine en el Giardinetto, una casita que había construido para su amante, Mademoiselle de Montespan, y María en Mon Desert, su pabellón. 
María pasó los últimos años de su vida en silencio, sin escándalos, y con frecuencia regresó a la corte francesa. Ella murió en el Palacio de los Príncipes de Mónaco, después de haber organizado el matrimonio de sus dos hijas sobrevivientes, Luisa Hipólita y Camila Margarita. Fue enterrada en la Catedral de San Nicolás, en Mónaco. Su marido murió en 1731 y fue sucedido por su hija Luisa Hipólita Grimaldi, quien se convirtió en la Princesa de Mónaco por derecho propio. Se casó con Jacques Goyon de Matignon y es un ancestro directo del soberano reinante Alberto II de Mónaco.

## Títulos y estilos
- 12 de agosto de 1674 - 13 de junio de 1688: Su Alteza Mademoiselle d'Armagnac.
- 13 de junio de 1688 - 1 de enero de 1701: Su Alteza Serenísima la Duquesa consorte de Valentinois.
- 1 de enero de 1701 - 30 de octubre de 1724: Su Alteza Serenísima la Princesa consorte de Mónaco.

## Ancestros
|  |                                                                         |  |  |  |  |  |  |  |  |  |  |  |  |  |  |  |
|  | 16. René de Lorena, Marqués de Elbeuf                                   |  |  |  |  |  |  |  |  |  |  |  |  |  |  |  |
|  |                                                                         |  |  |  |  |  |  |  |  |  |  |  |  |  |  |  |
|  |                                                                         |  |  |  |  |  |  |  |  |  |  |  |  |  |  |  |
|  | 8. Charles de Lorena, Duque de Elbeuf                                   |  |  |  |  |  |  |  |  |  |  |  |  |  |  |  |
|  |                                                                         |  |  |  |  |  |  |  |  |  |  |  |  |  |  |  |
|  |                                                                         |  |  |  |  |  |  |  |  |  |  |  |  |  |  |  |
|  | 17. Louise de Rieux                                                     |  |  |  |  |  |  |  |  |  |  |  |  |  |  |  |
|  |                                                                         |  |  |  |  |  |  |  |  |  |  |  |  |  |  |  |
|  |                                                                         |  |  |  |  |  |  |  |  |  |  |  |  |  |  |  |
|  | 4. Henri de Lorena, Conde de Harcourt                                   |  |  |  |  |  |  |  |  |  |  |  |  |  |  |  |
|  |                                                                         |  |  |  |  |  |  |  |  |  |  |  |  |  |  |  |
|  |                                                                         |  |  |  |  |  |  |  |  |  |  |  |  |  |  |  |
|  | 18. Léonor Chabot, Conde de Charny                                      |  |  |  |  |  |  |  |  |  |  |  |  |  |  |  |
|  |                                                                         |  |  |  |  |  |  |  |  |  |  |  |  |  |  |  |
|  |                                                                         |  |  |  |  |  |  |  |  |  |  |  |  |  |  |  |
|  | 9. Marguerite de Chabot                                                 |  |  |  |  |  |  |  |  |  |  |  |  |  |  |  |
|  |                                                                         |  |  |  |  |  |  |  |  |  |  |  |  |  |  |  |
|  |                                                                         |  |  |  |  |  |  |  |  |  |  |  |  |  |  |  |
|  | 19. Françoise de Longwy-Rye                                             |  |  |  |  |  |  |  |  |  |  |  |  |  |  |  |
|  |                                                                         |  |  |  |  |  |  |  |  |  |  |  |  |  |  |  |
|  |                                                                         |  |  |  |  |  |  |  |  |  |  |  |  |  |  |  |
|  | 2. Louis de Lorena, Conde de Armagnac                                   |  |  |  |  |  |  |  |  |  |  |  |  |  |  |  |
|  |                                                                         |  |  |  |  |  |  |  |  |  |  |  |  |  |  |  |
|  |                                                                         |  |  |  |  |  |  |  |  |  |  |  |  |  |  |  |
|  | 20. François du Cambout, Señor de Cambout                               |  |  |  |  |  |  |  |  |  |  |  |  |  |  |  |
|  |                                                                         |  |  |  |  |  |  |  |  |  |  |  |  |  |  |  |
|  |                                                                         |  |  |  |  |  |  |  |  |  |  |  |  |  |  |  |
|  | 10. Charles du Cambout, Marqués de Coislin                              |  |  |  |  |  |  |  |  |  |  |  |  |  |  |  |
|  |                                                                         |  |  |  |  |  |  |  |  |  |  |  |  |  |  |  |
|  |                                                                         |  |  |  |  |  |  |  |  |  |  |  |  |  |  |  |
|  | 21. Louise du Plessis de Richelieu                                      |  |  |  |  |  |  |  |  |  |  |  |  |  |  |  |
|  |                                                                         |  |  |  |  |  |  |  |  |  |  |  |  |  |  |  |
|  |                                                                         |  |  |  |  |  |  |  |  |  |  |  |  |  |  |  |
|  | 5. Marguerite Philippe du Cambout                                       |  |  |  |  |  |  |  |  |  |  |  |  |  |  |  |
|  |                                                                         |  |  |  |  |  |  |  |  |  |  |  |  |  |  |  |
|  |                                                                         |  |  |  |  |  |  |  |  |  |  |  |  |  |  |  |
|  | 22. Charles de Beurges, Señor de Seury                                  |  |  |  |  |  |  |  |  |  |  |  |  |  |  |  |
|  |                                                                         |  |  |  |  |  |  |  |  |  |  |  |  |  |  |  |
|  |                                                                         |  |  |  |  |  |  |  |  |  |  |  |  |  |  |  |
|  | 11. Philippe de Beurges                                                 |  |  |  |  |  |  |  |  |  |  |  |  |  |  |  |
|  |                                                                         |  |  |  |  |  |  |  |  |  |  |  |  |  |  |  |
|  |                                                                         |  |  |  |  |  |  |  |  |  |  |  |  |  |  |  |
|  | 23. Jeanne Lescoët, Dama de La Mogulaye                                 |  |  |  |  |  |  |  |  |  |  |  |  |  |  |  |
|  |                                                                         |  |  |  |  |  |  |  |  |  |  |  |  |  |  |  |
|  |                                                                         |  |  |  |  |  |  |  |  |  |  |  |  |  |  |  |
|  | 1. María, Princesa consorte de Mónaco                                   |  |  |  |  |  |  |  |  |  |  |  |  |  |  |  |
|  |                                                                         |  |  |  |  |  |  |  |  |  |  |  |  |  |  |  |
|  |                                                                         |  |  |  |  |  |  |  |  |  |  |  |  |  |  |  |
|  | 24. Nicolas IV de Neufville, Señor de Villeroy                          |  |  |  |  |  |  |  |  |  |  |  |  |  |  |  |
|  |                                                                         |  |  |  |  |  |  |  |  |  |  |  |  |  |  |  |
|  |                                                                         |  |  |  |  |  |  |  |  |  |  |  |  |  |  |  |
|  | 12. Charles de Neufville, Marqués de Villeroy                           |  |  |  |  |  |  |  |  |  |  |  |  |  |  |  |
|  |                                                                         |  |  |  |  |  |  |  |  |  |  |  |  |  |  |  |
|  |                                                                         |  |  |  |  |  |  |  |  |  |  |  |  |  |  |  |
|  | 25. Madeleine de L'Aubespine                                            |  |  |  |  |  |  |  |  |  |  |  |  |  |  |  |
|  |                                                                         |  |  |  |  |  |  |  |  |  |  |  |  |  |  |  |
|  |                                                                         |  |  |  |  |  |  |  |  |  |  |  |  |  |  |  |
|  | 6. Nicolas de Neufville, Duque de Villeroy                              |  |  |  |  |  |  |  |  |  |  |  |  |  |  |  |
|  |                                                                         |  |  |  |  |  |  |  |  |  |  |  |  |  |  |  |
|  |                                                                         |  |  |  |  |  |  |  |  |  |  |  |  |  |  |  |
|  | 26. Nicolas de Harlay, Barón de Maule                                   |  |  |  |  |  |  |  |  |  |  |  |  |  |  |  |
|  |                                                                         |  |  |  |  |  |  |  |  |  |  |  |  |  |  |  |
|  |                                                                         |  |  |  |  |  |  |  |  |  |  |  |  |  |  |  |
|  | 13. Jacqueline de Harlay de Sancy                                       |  |  |  |  |  |  |  |  |  |  |  |  |  |  |  |
|  |                                                                         |  |  |  |  |  |  |  |  |  |  |  |  |  |  |  |
|  |                                                                         |  |  |  |  |  |  |  |  |  |  |  |  |  |  |  |
|  | 27. Marie Moreau, Señora de Grosbois                                    |  |  |  |  |  |  |  |  |  |  |  |  |  |  |  |
|  |                                                                         |  |  |  |  |  |  |  |  |  |  |  |  |  |  |  |
|  |                                                                         |  |  |  |  |  |  |  |  |  |  |  |  |  |  |  |
|  | 3. Catherine de Neufville                                               |  |  |  |  |  |  |  |  |  |  |  |  |  |  |  |
|  |                                                                         |  |  |  |  |  |  |  |  |  |  |  |  |  |  |  |
|  |                                                                         |  |  |  |  |  |  |  |  |  |  |  |  |  |  |  |
|  | 28. Antoine de Blanchefort de Créquy, Señor de Saint-Janvrin            |  |  |  |  |  |  |  |  |  |  |  |  |  |  |  |
|  |                                                                         |  |  |  |  |  |  |  |  |  |  |  |  |  |  |  |
|  |                                                                         |  |  |  |  |  |  |  |  |  |  |  |  |  |  |  |
|  | 14. Charles de Blanchefort de Créquy, Duque de Créquy, Príncipe de Poix |  |  |  |  |  |  |  |  |  |  |  |  |  |  |  |
|  |                                                                         |  |  |  |  |  |  |  |  |  |  |  |  |  |  |  |
|  |                                                                         |  |  |  |  |  |  |  |  |  |  |  |  |  |  |  |
|  | 29. Chrétienne d'Aguerre                                                |  |  |  |  |  |  |  |  |  |  |  |  |  |  |  |
|  |                                                                         |  |  |  |  |  |  |  |  |  |  |  |  |  |  |  |
|  |                                                                         |  |  |  |  |  |  |  |  |  |  |  |  |  |  |  |
|  | 7. Marie de Créquy, Dama de Mions                                       |  |  |  |  |  |  |  |  |  |  |  |  |  |  |  |
|  |                                                                         |  |  |  |  |  |  |  |  |  |  |  |  |  |  |  |
|  |                                                                         |  |  |  |  |  |  |  |  |  |  |  |  |  |  |  |
|  | 30. François de Bonne, I Duque de Lesdiguières                          |  |  |  |  |  |  |  |  |  |  |  |  |  |  |  |
|  |                                                                         |  |  |  |  |  |  |  |  |  |  |  |  |  |  |  |
|  |                                                                         |  |  |  |  |  |  |  |  |  |  |  |  |  |  |  |
|  | 15. Madeleine de Bonne de Lesdiguières                                  |  |  |  |  |  |  |  |  |  |  |  |  |  |  |  |
|  |                                                                         |  |  |  |  |  |  |  |  |  |  |  |  |  |  |  |
|  |                                                                         |  |  |  |  |  |  |  |  |  |  |  |  |  |  |  |
|  | 31. Claudine de Berenger                                                |  |  |  |  |  |  |  |  |  |  |  |  |  |  |  |
|  |                                                                         |  |  |  |  |  |  |  |  |  |  |  |  |  |  |  |
|  |                                                                         |  |  |  |  |  |  |  |  |  |  |  |  |  |  |  |

| Predecesor: Catherine Charlotte de Gramont | Princesa consorte de Mónaco 1 de enero de 1701 - 30 de octubre de 1724 | Sucesor: Jacques Goyon de Matignon |